# Windy Riley Goes Hollywood
Windy Riley Goes Hollywood est un film américain réalisé par Roscoe Arbuckle sous le pseudonyme de William Goodrich et sorti en 1931, avec Louise Brooks dans le rôle féminin principal.

## Synopsis
Le film est une libre adaptation du comic Windy Riley.

## Fiche technique
- Réalisation : Roscoe Arbuckle
- Producteur : Jack White
- Scénario : Ernest Pagano, Jack Townley
- Photographie : Dwight Warren
- Distribution : Educational Pictures
- Genre : Comédie
- Durée : 18 minutes
- Date de sortie : 3 mai 1931 ( États-Unis)

## Distribution
- Jack Shutta : Windy Riley
- Louise Brooks : Betty Grey
- William B. Davidson
- Wilbur Mack
- Dell Henderson
- Walter Merrill
- E.H. Allen